# Frelenberger Mühle
Die Frelenberger Mühle war eine Wassermühle mit drei unterschlächtigen Wasserrädern an der Wurm in der Stadt Übach-Palenberg im nordrhein-westfälischen Kreis Heinsberg im Regierungsbezirk Köln.

## Geographie
Die Frelenberger Mühle hat ihren Standort auf der linken Seite der Wurm, Grabenstraße 15, im Ortsteil Frelenberg in der Stadt Übach-Palenberg. Die Standorthöhe, auf dem das Gebäude heute steht, ist bei ca. 78 m über NN. Oberhalb hatte die Zweibrügger Mühle ihren Standort, unterhalb stand die Mühle Hommerschen.

## Gewässer
Die Wurm versorgte auf einer Flusslänge von 53 km zahlreiche Mühlen mit Wasser. Die Quelle der Wurm liegt südlich von Aachen bei 265 m über NN, die Mündung in die Rur ist bei der Ortschaft Kempen in der Stadt Heinsberg bei 32 m über NN. 

## Geschichte
Schon 1242 wurde das Heinsberger Ritterlehen Frelenberg erwähnt. Es bestand aus zwei Höfen und einer Mühle.  Die erste bekannte urkundliche Erwähnung der Frelenberger Mühle geht auf das Jahr 1458 zurück. In dieser Zeit wurde Andreas von Harff mit den beiden Höfen belehnt. Im 18. Jahrhundert befanden sich Gutshof und Mühle im Besitz der westfälischen Grafen von Gemen. Die Mühle wurde von drei unterschlächtigen Wasserrädern bedient und trieb zwei Mahlgänge und eine Ölpresse an. 1949 wurde die Mühle stillgelegt. Das Mühlengebäude ist ungenutzt und zeigt sich als ruinöses Fachwerkhaus.

## Galerie

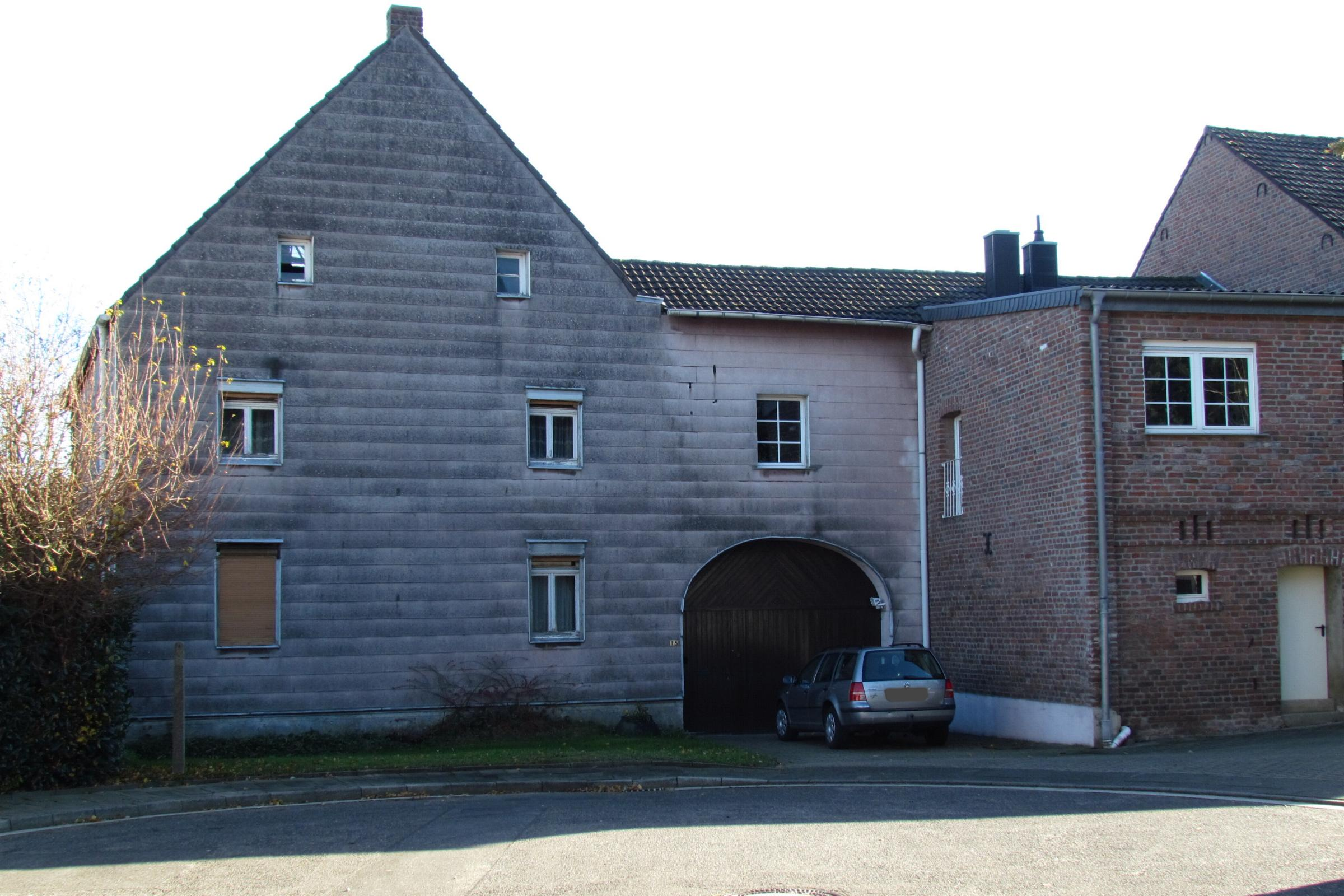
Straßenseite der Frelenberger Mühle
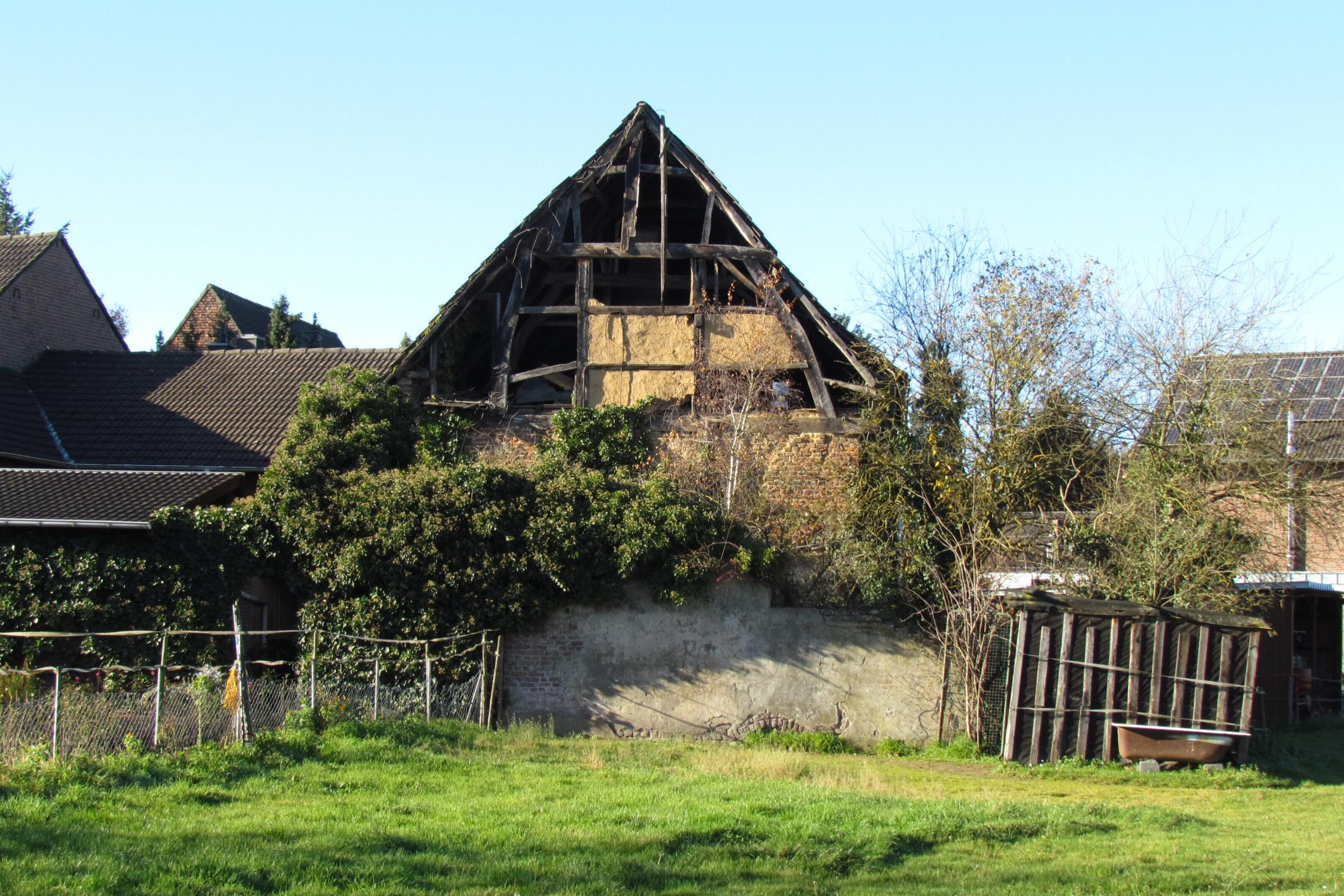
Frelenberger Mühle als ruinöses Fachwerkhaus
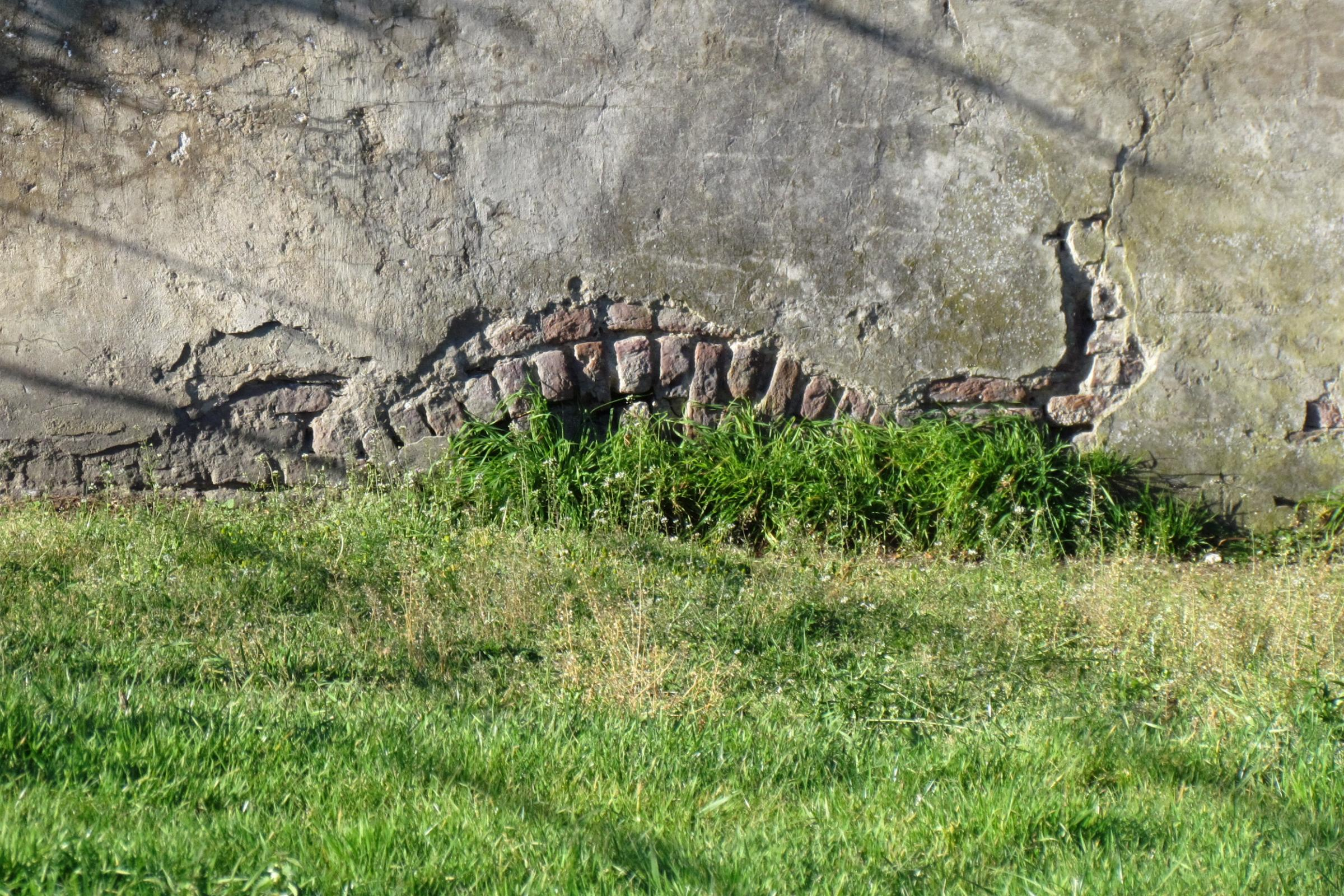
Mauergewölbe für Mühlradachse
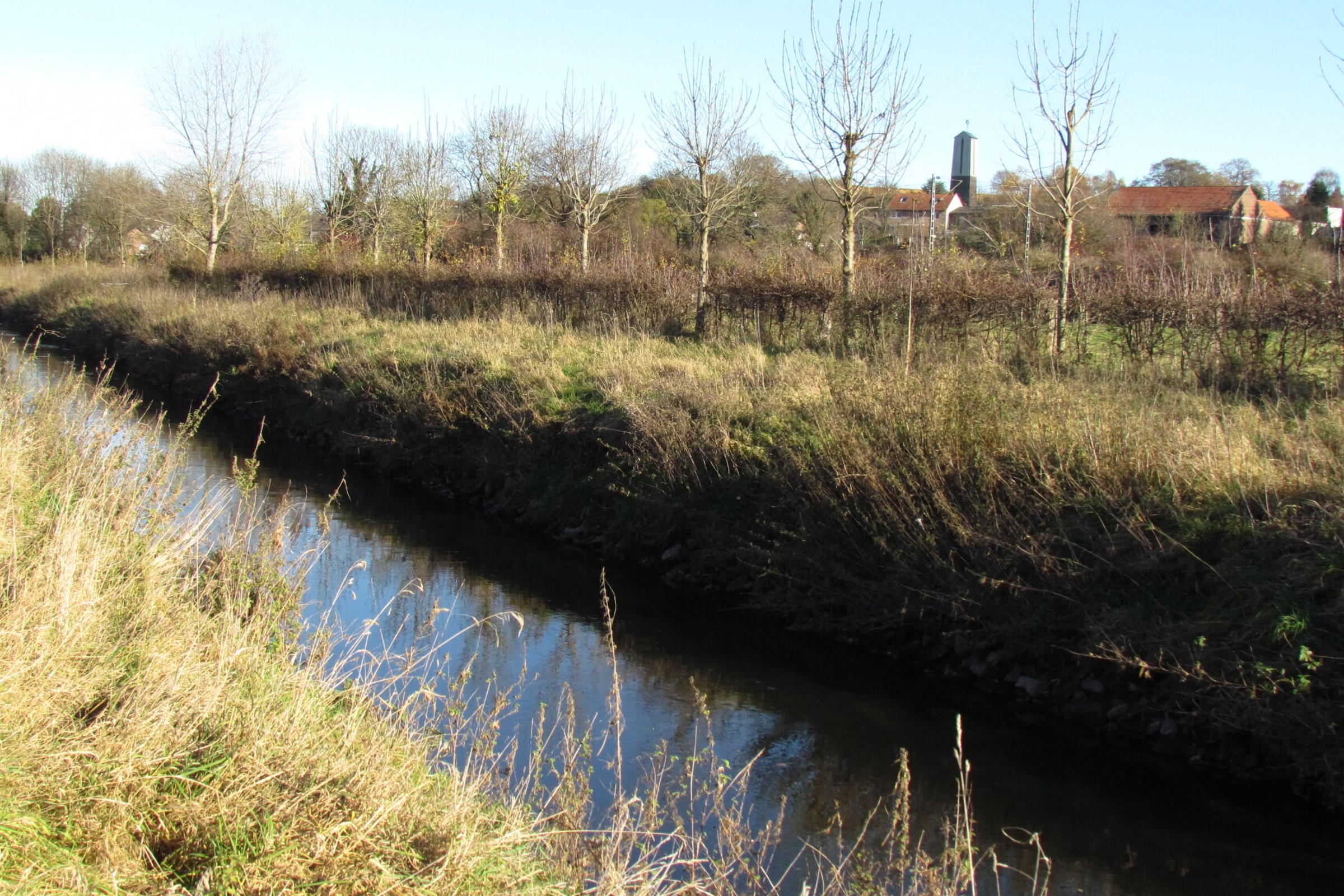
Die Wurm in der Nähe der Frelenberger Mühle
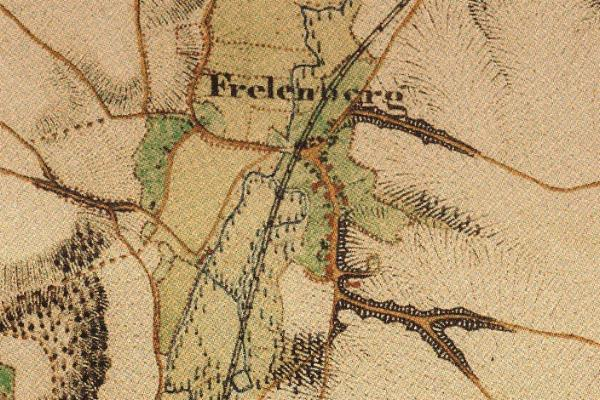
Frelenberg auf der Uraufnahme von 1846
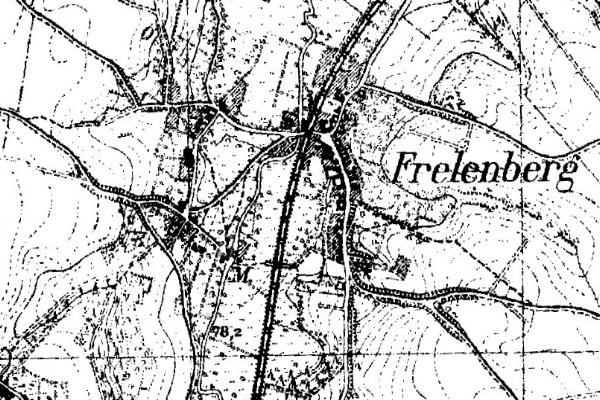
Frelenberger Mühle auf der Neuaufnahme von 1892
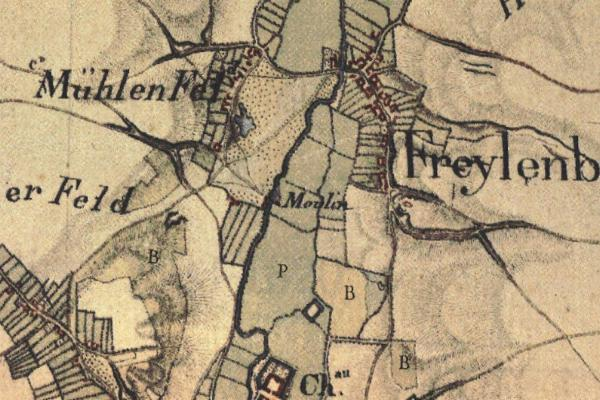
Frelenberger Mühle auf der Tranchotkarte 1805/1807

→ Siehe auch Liste der Mühlen an der Wurm